# 徳島県道18号勝浦佐那河内線
徳島県道18号勝浦佐那河内線（とくしまけんどう18ごう かつうらさなごうちせん）は、徳島県勝浦郡勝浦町から名東郡佐那河内村に至る県道（主要地方道）である。

## 概要
路線名称が勝浦佐那河内線となっているが、勝浦町側と佐那河内村側で分断されており、一本の道としてはつながっていない。勝浦町側にいたっては、県道指定は起点からわずかな距離である。
全体的に1.5車線程度の道幅であるが、佐那河内村側には2車線の整備された区間や1車線程度の狭隘区間も存在する。

### 路線データ
- 起点：徳島県勝浦郡勝浦町坂本（未供用区間）
- 終点：徳島県名東郡佐那河内村下字高樋（国道438号交点）
- 総距離：8.796 km（現在の開通・指定区間、平成29年徳島県道路現況調書）

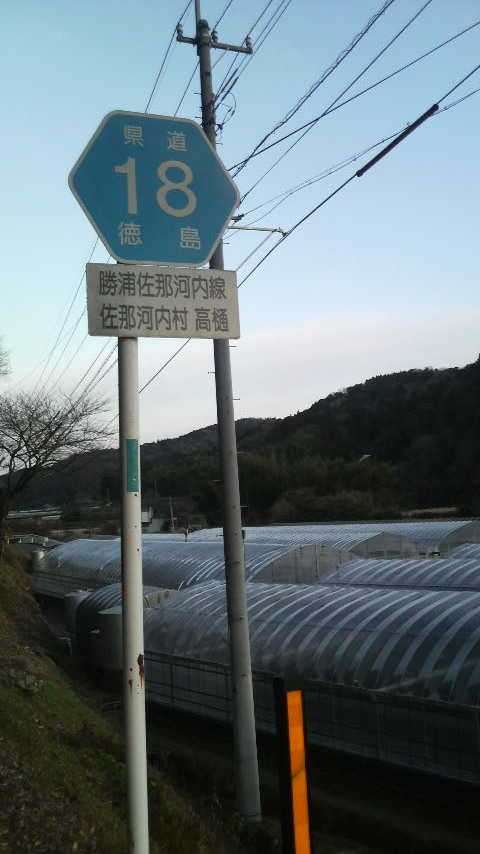
県道標識（名東郡佐那河内村下字高樋）

## 歴史
- 1972年3月10日 - 現在の区間が徳島県道215号寺谷勝浦線として認定。[要出典]
- 1993年（平成5年）5月11日 - 建設省から、県道寺谷勝浦線が勝浦佐那河内線として主要地方道に指定される[1]。
- 1994年4月1日 - 徳島県道18号勝浦佐那河内線として認定。[要出典]

## 路線状況

### 重複区間
- 徳島県道33号小松島佐那河内線（名東郡佐那河内村下寺谷 - 終点）

## 地理

### 通過する自治体
- 勝浦郡 勝浦町
- 名東郡 佐那河内村

### 交差する道路
- 徳島県道16号徳島上那賀線（起点、予定）
- 徳島県道33号小松島佐那河内線（名東郡佐那河内村下寺谷）
- 国道438号（国道439号重複）